# Jackson (Mississippi)
Jackson is sinds 1821 de hoofdstad van de Amerikaanse staat Mississippi. Het is tevens de grootste stad van deze staat; in 2020 waren er 153.701 inwoners, waarmee het de enige stad in Mississippi is met meer dan 100.000 inwoners.

## Geschiedenis
De stad heette oorspronkelijk LeFleur's Bluff en werd in 1815 vernoemd naar Andrew Jackson, die als generaal een belangrijke rol speelde in de Slag bij New Orleans en later de zevende president van de VS zou worden.
In 1821 werd Jackson gekozen als hoofdstad van de staat omwille van haar relatief centrale ligging. De stad is gelegen aan de Pearl River. De totale oppervlakte van de stad is 277 km², waarvan 5,0 km² water.
Jackson was in de periode 1942-1944 de thuisbasis van de Royal Netherlands Military Flying School. Op de Begraafplaats Cedar Lawn vindt jaarlijks nog een herdenking plaats ter herinnering aan de 42 Nederlandse slachtoffers uit deze periode.
Sinds de late 20e en vroege 21e eeuw wordt de stad geplaagd door diverse problemen. Door jarenlang gebrekkig beheer verkeert de publieke infrastructuur en de watervoorziening in een zeer slechte staat. In 2024 werd de Democratische burgemeester Chokwe Antar Lumumba aangeklaagd binnen het kader van een corruptieschandaal. Daarnaast kent de stad veel armoede en criminaliteit en stond ze enkele jaren bekend als de "moordhoofdstad" van de VS. In 2021 kende de stad een moordcijfer van 99,5 per 100.000 inwoners, tegenover een nationaal gemiddelde van 5,5. De stad is op die manier representatief voor de slechte reputatie van de hele staat Mississippi in de rest van het land.

## Demografie
Van de bevolking is 10,9% ouder dan 65 jaar en bestaat voor 28,9% uit eenpersoonshuishoudens. De werkloosheid bedraagt 5,3% (cijfers volkstelling 2000).
Het grootste deel van de bevolking is van Afrikaanse oorsprong, namelijk 70,6%. Ongeveer 0,8% van de bevolking van Jackson bestaat uit hispanics en latino's en 0,6% van de bevolking is van Aziatische oorsprong.
De stad kampt met een demografische terugval. In 1980 leefden er nog 202.895 mensen in Jackson. Het aantal inwoners daalde nadien tot 196.575 in 1990 en 184.256 in 2000. Tussen 2000 en 2020 daalde het aantal verder tot 153.701.

## Klimaat
In januari is de gemiddelde temperatuur 6,7 °C, in juli is dat 27,5 °C. Jaarlijks valt er gemiddeld 1406,4 mm neerslag (gegevens op basis van de meetperiode 1961-1990).

## Plaatsen in de nabije omgeving
De onderstaande figuur toont nabijgelegen plaatsen in een straal van 16 km rond Jackson.

## Geboren in Jackson
- Eudora Welty (1909-2001), schrijfster
- Freddie Waits (1943), jazzdrummer
- M.C. Gainey (1948), acteur
- Kathryn Stockett (1969), schrijfster
- Tate Taylor (1969), acteur, regisseur en scenarioschrijver
- Geneva Carr (1971), actrice
- Candice Patton (1988), actrice
- Paige Madden (1998), zwemster